# Центральний банк Болівії
Центральний банк Болівії (ісп. Banco central de Bolivia) — центральний банк Багатонаціональної держави Болівія.

## Історія
31 грудня 1913 року монопольне право випуску банкнот отримав Банк болівійської нації. 20 липня 1928 року Банк болівійської нації був перетворений в Центральний банк болівійської нації. 20 квітня 1929 року банк був перейменований в Центральний банк Болівії.